# Maculosalia maculosa
Maculosalia maculosa är en tvåvingeart som först beskrevs av Villeneuve 1909.  Maculosalia maculosa ingår i släktet Maculosalia och familjen parasitflugor. Inga underarter finns listade i Catalogue of Life.